# Škoda 15 cm Vz. 1915
Lo Škoda 15 cm Vz. 1915, denominato ufficialmente 15 cm schwere Feldhaubitze M. 15 (15 cm sFH 15), era un obice pesante austro-ungarico, realizzato durante la prima guerra mondiale.

## Storia
Quest'arma, progettata dalla Škoda nel 1915, derivava dalla bocca da fuoco di un obice in torretta per artiglieria da fortezza. Venne realizzata per utilizzare lo stesso munizionamento disponibile per il Škoda 15 cm Vz. 1914 su un'arma che avesse gittata maggiore. I primi cinque sFH 15 vennero consegnati nella prima metà del 1916. In totale, prima della fine della Grande Guerra, vennero prodotte 57 bocche da fuoco e 56 affusti completi.

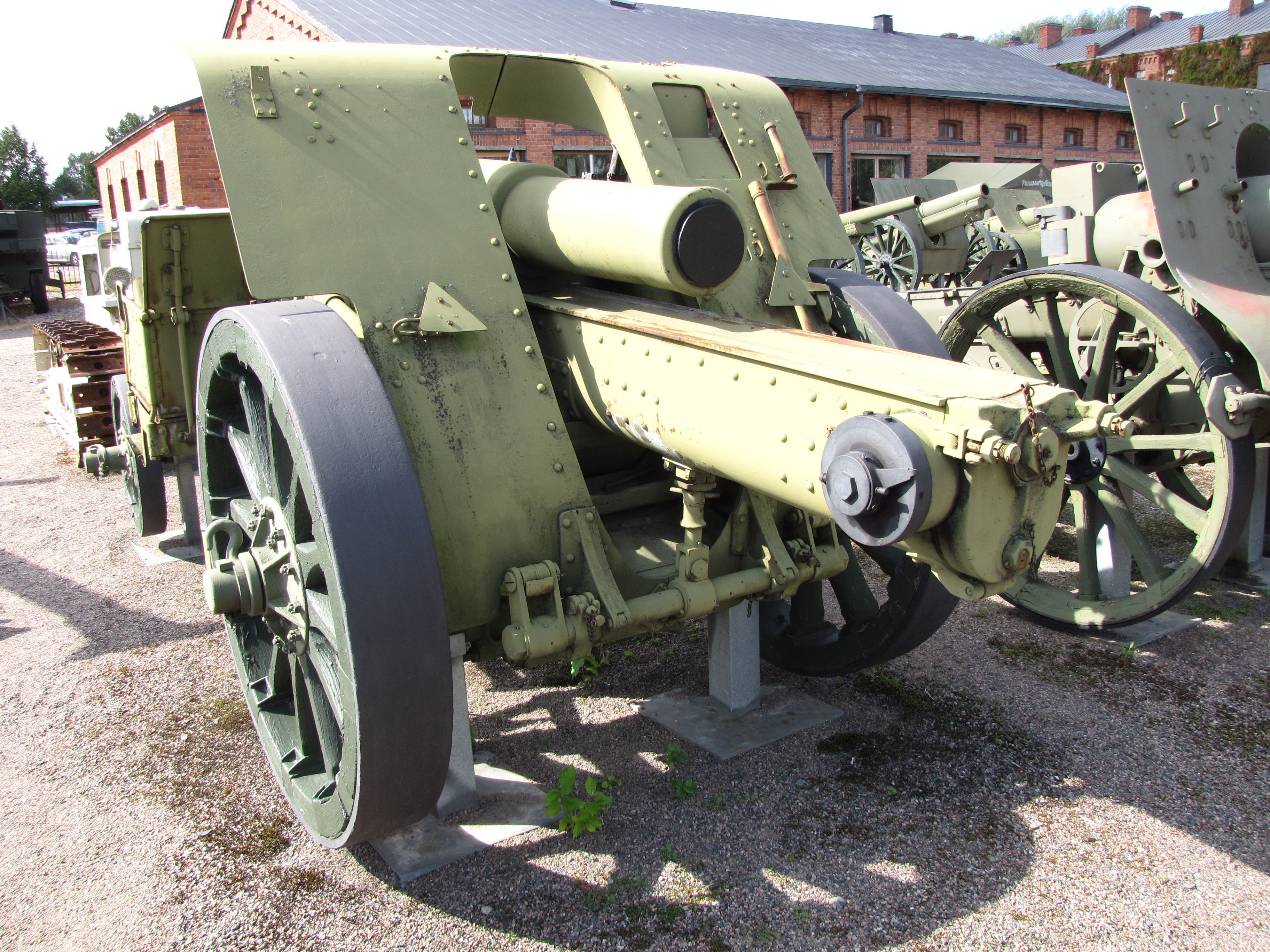
L'obice con la canna arretrata

Con la dissoluzione dell'Impero austro-ungarico, gli obici della Imperiale e regio Esercito austro-ungarico furono divisi tra i neonati eserciti di Austria, Cecoslovacchia (come 15 cm hruba houfnice vz. 15) e Romania. A seguito dell'Anschluss e dell'Occupazione tedesca della Cecoslovacchia, la Wehrmacht requisì gli obici, ridenominandoli 15 cm schwere Feldhaubitze 15(t) o (ö); 42 di questi vennero assegnati all'artiglieria da fortezza nelle prime fasi della seconda guerra mondiale.
La Germania nazista inoltre vendette alla Finlandia 20 sFH 15 alla fine della guerra d'inverno, che furono consegnati il 9 ottobre 1940. I pezzi furono assegnati inizialmente ai 21º, 22º e 28º battaglioni di artiglieria pesante motorizzati. Il pezzo non fu mai popolare tra gli artiglieri a causa dell'eccessivo peso e, durante la guerra di continuazione, venne ritirato dal parco dell'artiglieria campale ed trasferito all'artiglieria da fortezza.

## Tecnica

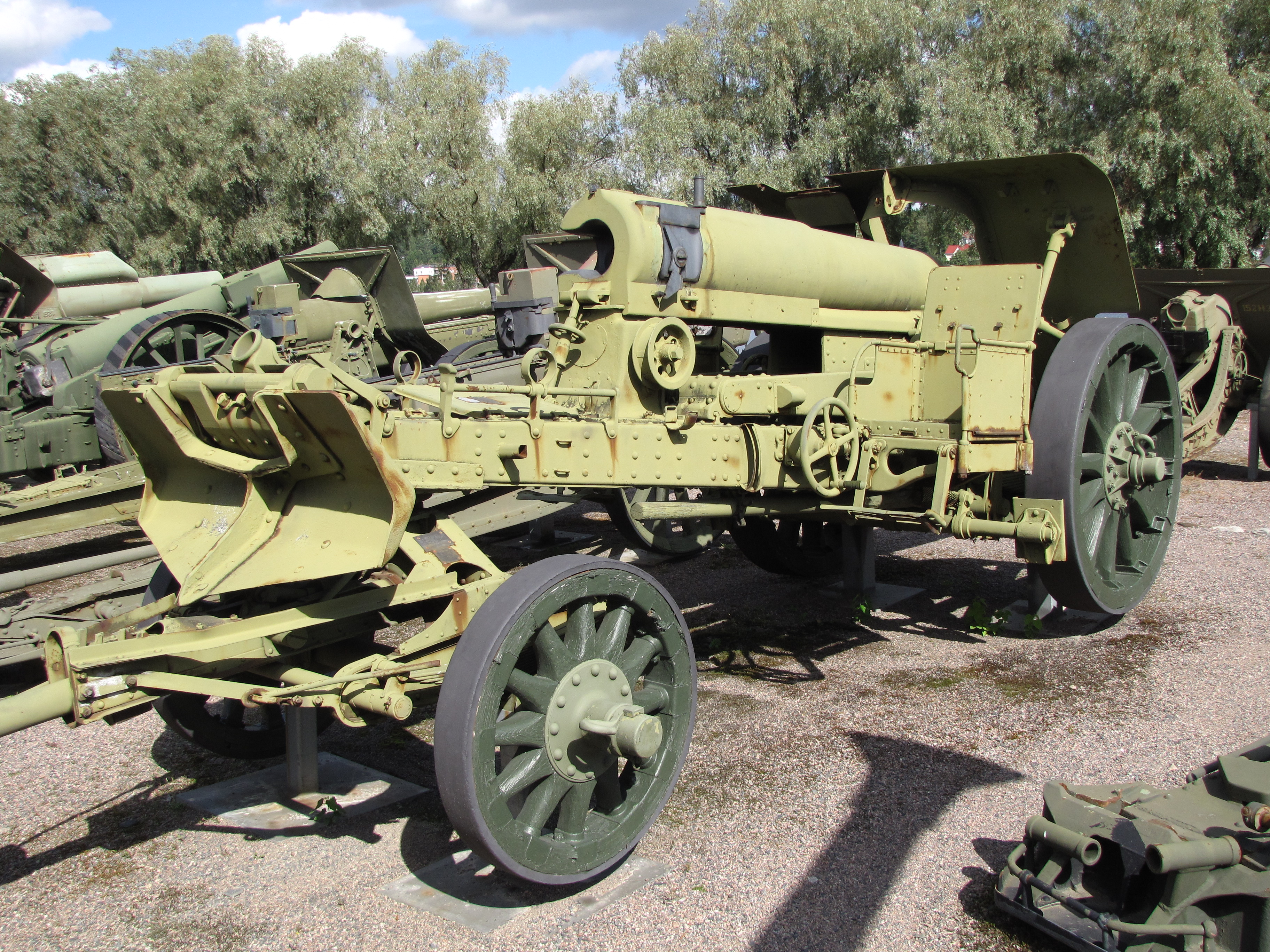
L'obice in configurazione di marcia, con canna arretrata ed avantreno.

La canna, con otturatore a scorrimento orizzontale, scorreva sul meccanismo di rinculo, costituito da freno di sparo idro-pneumatico e recuperatore. Questo era incavalcato su un affusto scudato in acciaio con ruote in legno cerchiate in acciaio, coda singola e vomero. Il settore di elevazione variava da -5° a +65°, mentre il settore orizzontale era limitato ad 8°. Il sistema di puntamento originale era il M. 8/14 a quadrante, il secondario era invece un M. 9/12 diottrico.
Il pezzo, pesante 5 560 kg in batteria, per il traino in montagna poteva essere scomposto in quattro carichi, mentre normalmente era trainato previo arretramento della canna ed aggancio ad un piccolo avantreno, che portava il peso in configurazione di marcia a 6 357 kg.